# Gillis Backereel
Gillis Backereel noto anche come Bacareel, Baccarelles, Baccarelli, Baccerelli, Bakarel e Bakkarell (Anversa, 1572 – prima 1662) è stato un pittore fiammingo specializzato in soggetti storici.

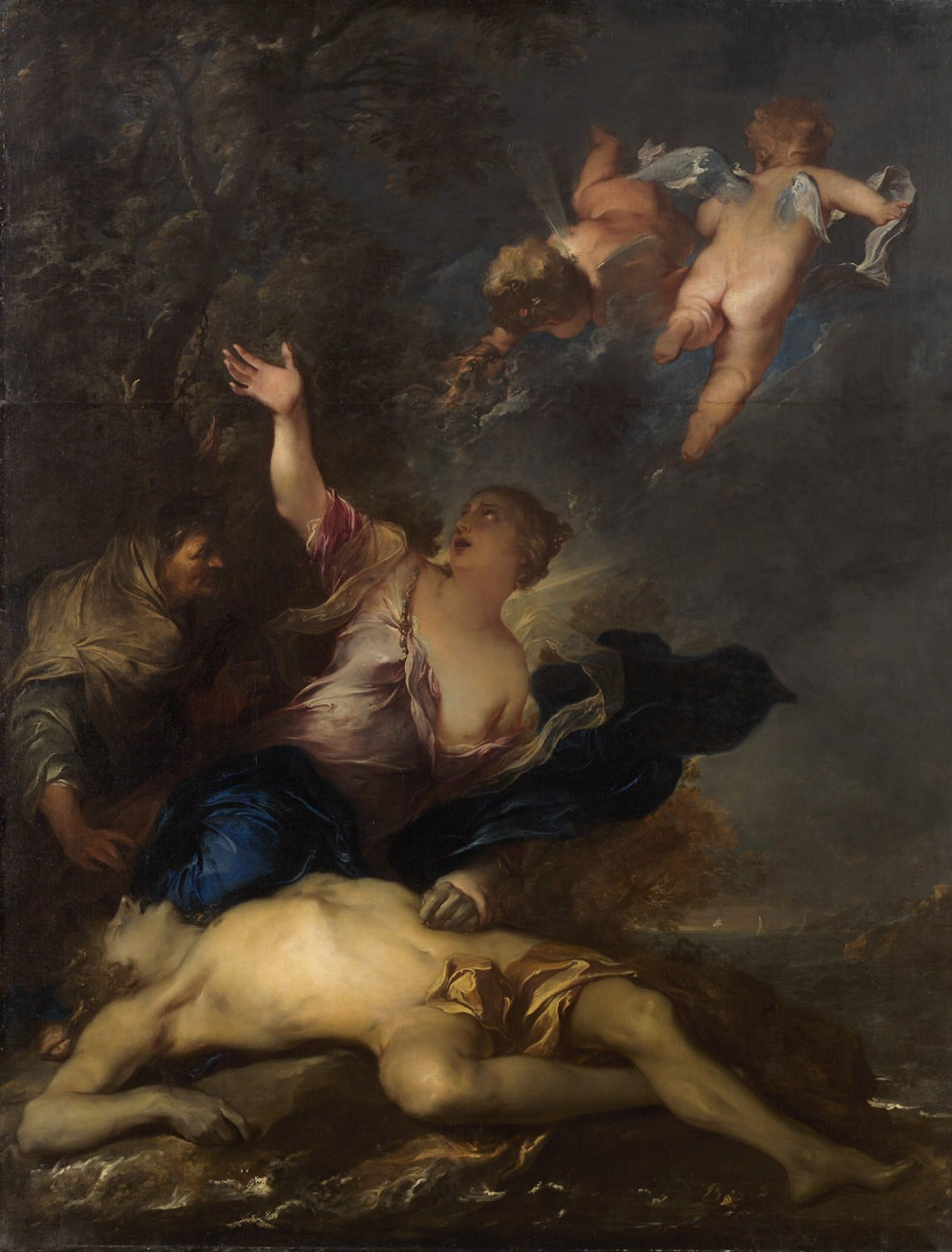
L'eroe piange il morto Leandro

Fu attivo principalmente ad Anversa dove produsse diverse opere per le chiese locali.

## Biografia
Si crede sia nato ad Anversa nel 1572 e non esiste alcuna fonte sul suo apprendistato. Si sa che si recò in Italia e che risiedette a Roma. Le date non sono note con certezza e le stime variano da prima del 1630, al periodo tra il 1639 e il 1643.
Divenne maestro nella Corporazione di San Luca di Anversa nel 1630. Visse un'esistenza relativamente tranquilla e appartata. Nel 1651 impiegò improvvisamente quattro apprendisti tra cui Dominicus de Beselaer il Vecchio e Frans de Hase. Quest'ultimo venne assunto senza paga in cambio della sua formazione. Un certo Francis de Crayer fu anche suo allievo.
Gillis aveva un fratello molto più grande di nome Willem Backereel che godeva di una buona reputazione come pittore di paesaggi e partì da giovane per Roma dove morì prematuramente. Il primo biografo olandese, Arnold Houbraken, scrisse che la famiglia Backereel produsse un gran numero di artisti e Joachim von Sandrart menzionò sette o otto membri della famiglia Backereel che conobbe personalmente. Oggi Gillis è il solo dei tre fratelli Backereel ben documentato. Gli altri due sono Willem Backereel e Jacques Backereel.

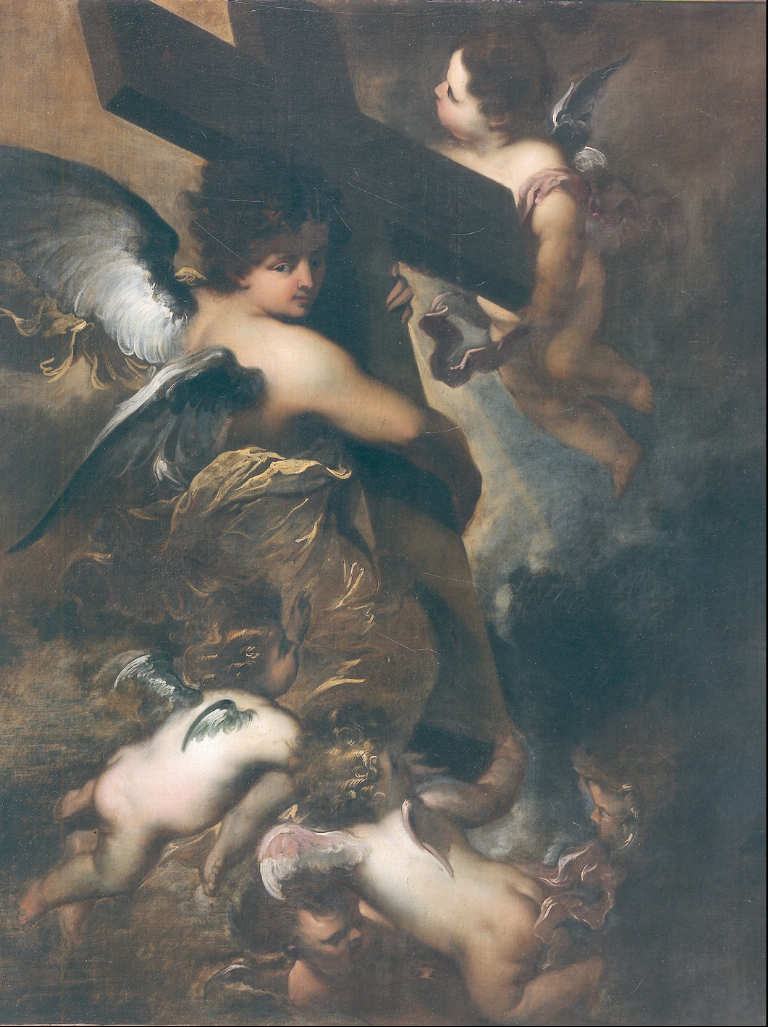
Angeli con croce

La sua data di morte non è documentata ma si ritiene che sia avvenuta tra il 1654 e il 1662.

## Opere
Poche delle sue opere sono giunte ai nostri giorni. Egli dipinse quasi esclusivamente opere a carattere religioso e mitologico.
Le sue Adorazione dei pastori e Visione di san Felice si trovano al Museo reale delle belle arti del Belgio a Bruxelles e il suo L'eroe piange Leandro nel Kunsthistorisches Museum di Vienna.
Backereel realizzò il disegno dell'incisione di Wenceslaus Hollar rappresentante Bruno di Colonia, pubblicata nel 1649.